# José Angulo
José Enrique Angulo Caicedo (San Lorenzo, 3 de fevereiro de 1995) é um futebolista equatoriano que atua como atacante. Atualmente joga pelo Emelec.

## Carreira
Estreou pelo Independiente del Valle em 5 de setembro de 2015, na derrota por 3–2 para o LDU de Loja.

### Granada
Em 10 de agosto de 2016, Angulo assinou um contrato de cinco anos com o Granada CF. Após o escândalo sobre o uso de cocaína, o Granada rescindiu o contrato do mesmo.

### Suspensão
Angulo, então com 22 anos, foi suspenso por quatro anos pelo Tribunal Arbitral do Esporte (TAS) por uso de cocaína. Destaque do Independiente del Valle no vice-campeonato da Libertadores de 2016, foi pego no exame antidoping realizado um dia antes do segundo jogo da decisão do torneio continental, contra o Atlético Nacional. 
Após cumprir um ano de suspensão imposto pela Conmebol, ele jogou em nove partidas pelo Independiente del Valle pela Segunda Etapa do Campeonato Equatoriano e ajudou a equipe a garantir uma vaga na segunda fase prévia da Libertadores. Com a nova punição, José Angulo só voltará a jogar em 2020, quanto terá 25 anos de idade.

## Estatísticas
Atualizado até 8 de agosto de 2016

### Clubes
| Equipe                  | Temporada         | Campeonato nacional | Campeonato nacional | Copa nacional | Copa nacional | Competições continentais | Competições continentais | Total | Total |
| Equipe                  | Temporada         | Jogos               | Gols                | Jogos         | Gols          | Jogos                    | Gols                     | Jogos | Gols  |
| ----------------------- | ----------------- | ------------------- | ------------------- | ------------- | ------------- | ------------------------ | ------------------------ | ----- | ----- |
| Independiente del Valle | 2015              | 14                  | 13                  | –             | –             | –                        | –                        | 14    | 14    |
| Independiente del Valle | 2016              | 15                  | 4                   | –             | –             | 16                       | 6                        | 31    | 10    |
| Independiente del Valle | Total             | 29                  | 17                  | –             | –             | 16                       | 6                        | 45    | 23    |
| Granada                 | 2016–17           | 0                   | 0                   | 0             | 0             | 0                        | 0                        | 0     | 0     |
| Granada                 | Total             | 0                   | 0                   | 0             | 0             | 0                        | 0                        | 0     | 0     |
| Total na carreira       | Total na carreira | 29                  | 17                  | –             | –             | 16                       | 6                        | 45    | 23    |